# Іоанн (єпископ Готський)
Єпископ Іоанн (?, Партеніт — бл. 791, Амастрида) — святий, єпископ Готський в Криму.

## Біографія
Уродженець Готії — області у гірському Криму. Син Лева і Фотіни. За легендою Іоанн народився в Партеніті, в цьому ж місці пізніше він очолить Готську єпархію.

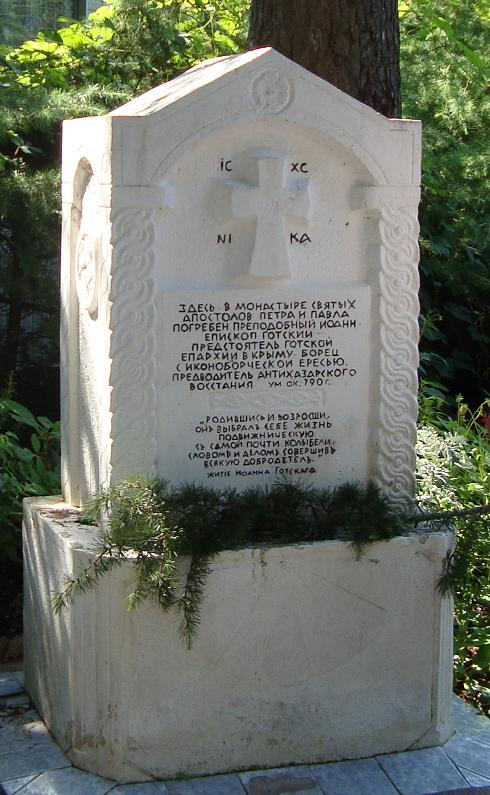
Пам'ятний знак на честь Іоанна Готського біля руїн храму Святих Апостолів Петра і Павла. Аю-Даг, Партеніт, Крим

В 754, коли Готський єпископ, через бажання догодити імператору Костянтину Копроніму, підписав визначення іконоборницького собору в Константинополі і в нагороду за це був призначений митрополитом іраклійським, мешканці Готії на місце відступника обрали Іоанна. Іоанн вирушив до Єрусалима, де провів три роки, а потім в Грузію, отримавши там бл. 758 посвячення в єпископи. Потім повернувся на батьківщину. Після смерті іконоборця Лева IV у 780 відвідав Константинополь і спілкувався там з імператрицею Іриною про праву віру. На Другому Нікейському соборі 787, який закріпив перемогу іконошанувальників, особисто не був присутнім, надіславши свого представника ченця Кирила.
В 787 в Готії, яка знаходилась під владою хозарів, спалахнуло народне повстання, підтримане світським правителем області. Іоанн був одним з ініціаторів змови і активно брав участь в ній. Хозарський гарнізон був вигнаний із столиці області — Доросу, і повсталі захопили гірські проходи в країну. Але хозарський каган згодом знову заволодів містом. Іоанн був виданий хозарам. Каган зберіг йому життя і кинув до в'язниці в Фуллах. Звідти Іоанн втік в Амастриду, на протилежному березі Чорного моря, де й помер чотири роки потому. Тіло єпископа було перевезено на батьківщину і поховано в парфенонському монастирі — нинішньому святого Георгія, поблизу мису Фіолент, що біля Балаклави.
За іншою версією тіло його було перевезено в Партеніт і поховано на горі Аю-Даг, в храмі Святих Апостолів Петра і Павла. Цей храм за легендою було зведено за ініціативою Іоанна.
Церква приєднала Іоанна до святих. День пам'яті 26 червня. Зберігся грецький текст його житія, написаного між 815 і 842.